# Dongdaemun (métro de Séoul)
Pour les articles homonymes, voir Dongdaemun (homonymie).
Dongdaemun (hangeul : 동대문 ; hanja : 東大門) est une station de correspondance, entre la ligne 1 et la ligne 4 du métro de Séoul. Elle est située au 308 Yulgok-ro, quartier Changsin 1-dong, dans l'arrondissement Jongno-gu de Séoul, en Corée du Sud.
Ouverte en 1974, elle devient une station de correspondance en 1985. La station est desservie par les rames omnibus et express, qui circulent sur la ligne 1 et sur la ligne 4.

## Situation sur le réseau

Plan du réseau (2023)

La station Dongdaemun est une station de correspondance entre la ligne 1 et la ligne 4 du métro de Séoul, : 
sur la ligne 1, établie en souterrain, elle est située entre la station Dongmyo, en direction du terminus nord Yeoncheon, et la station Jongno 5(o)-ga, en direction du terminus ouest Incheon ou du terminus de branche Sinchang, ; 
sur la ligne 4, établie en souterrain, elle est située entre la station Hyehwa, en direction du terminus nord Jinjeop, et la station Parc culturel & historique de Dongdaemun, en direction du terminus sud-ouest Oido,.

## Histoire
La station Dongdaemun est mise en service le 15 août 1974,, lors de l'ouverture à l'exploitation de la première section de la ligne 1 du métro de Séoul, longue de 9,54 km, entre la station Gare de Séoul et la station Cheongnyangni. Elle devient une station de correspondance avec la ligne 4 du métro de Séoul, le 18 octobre 1985 lors de l'ouverture à l'exploitation, des 16,4 km, de Université de Hansung au nouveau terminus Sadang,.

## Services aux voyageurs

### Accès et accueil
Station souterraine de passage et de correspondance, au 308 Yulgok-ro, quartier Changsin 1-dong. Il y a dix bouches, numérotées de 1 à 10, établies de part et d'autre du carrefour entre la Yulgok-ro et la Jong-ro. Elle est équipée d'escaliers, escaliers mécaniques et ascenseurs pour les cheminements entre la station en sous-sol et les bouches en surface. Elle dispose notamment de billetteries avec des automates pour l'acquisition de titres de transports.

### Desserte

#### Station ligne 1
Dongdaemun est desservie par les rames omnibus et express, qui circulent sur la ligne 1. La station souterraine est aménagée avec deux quais latéraux équipés de portes palières.

Installations
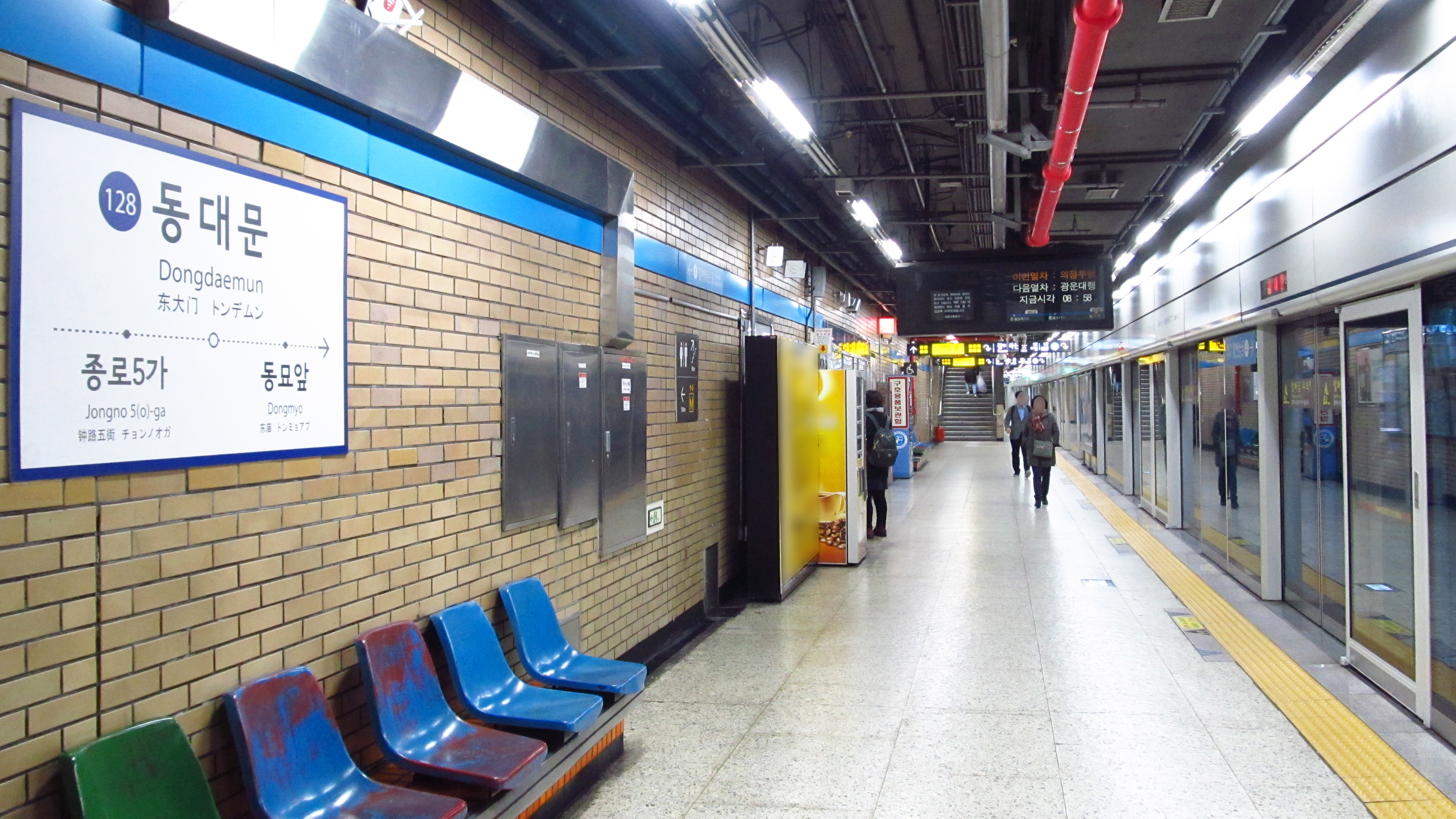
En 2018.
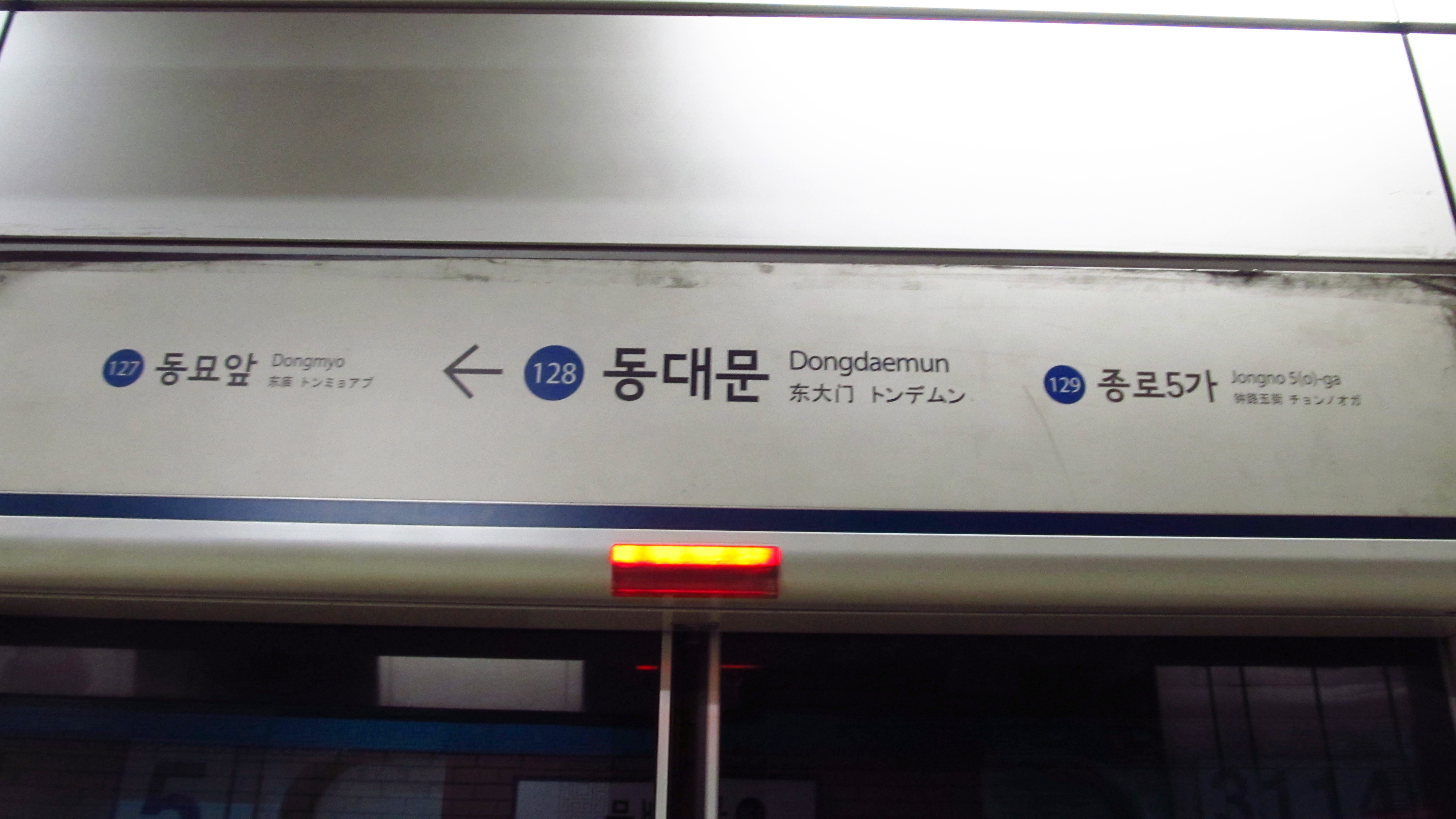
En 2018.
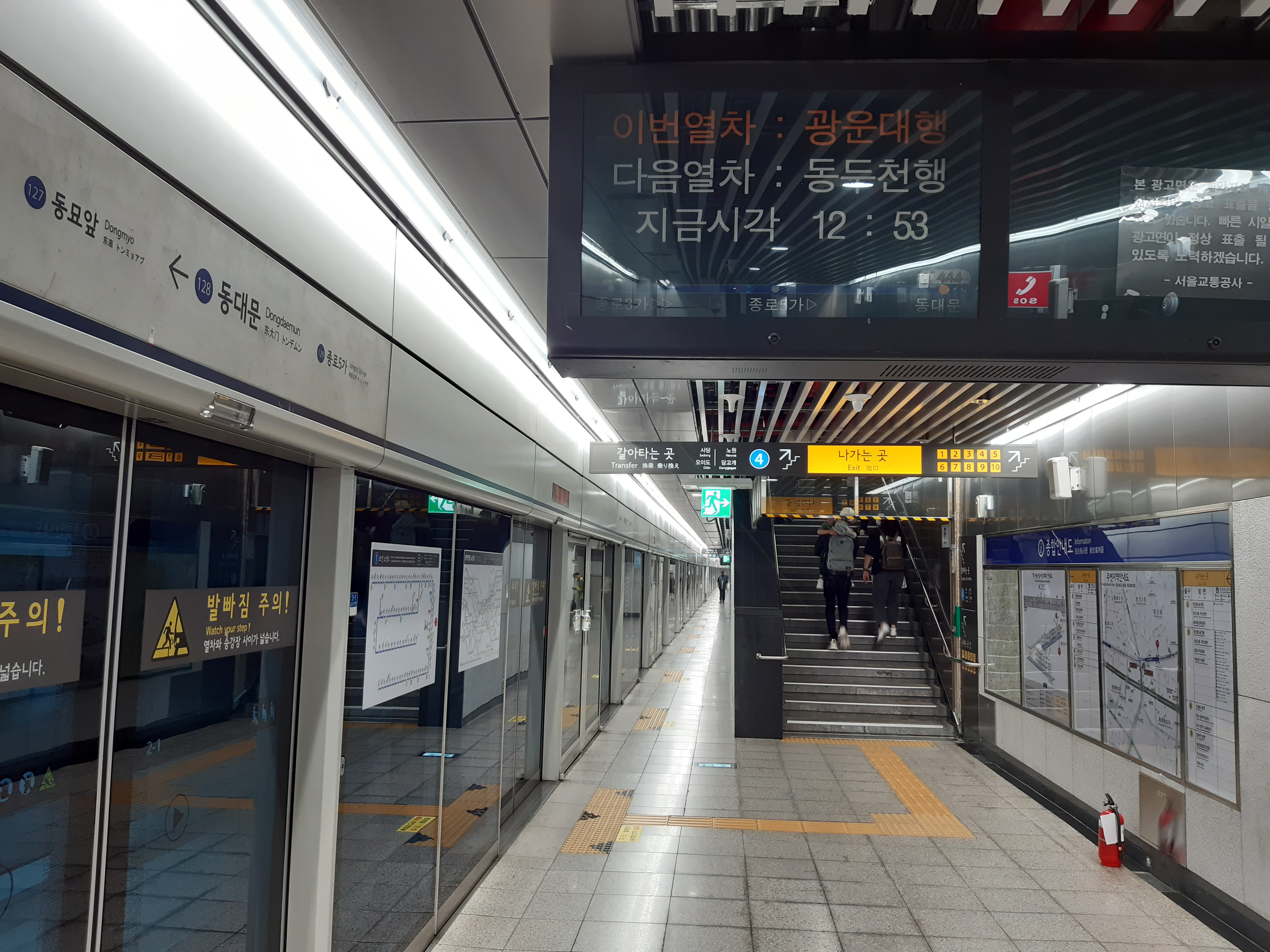
En 2021.

#### Station ligne 4
Dongdaemun est desservie par les rames omnibus et express, qui circulent sur la ligne 4. La station souterraine est aménagée avec un quai central équipé  équipés de portes palières.

Installations
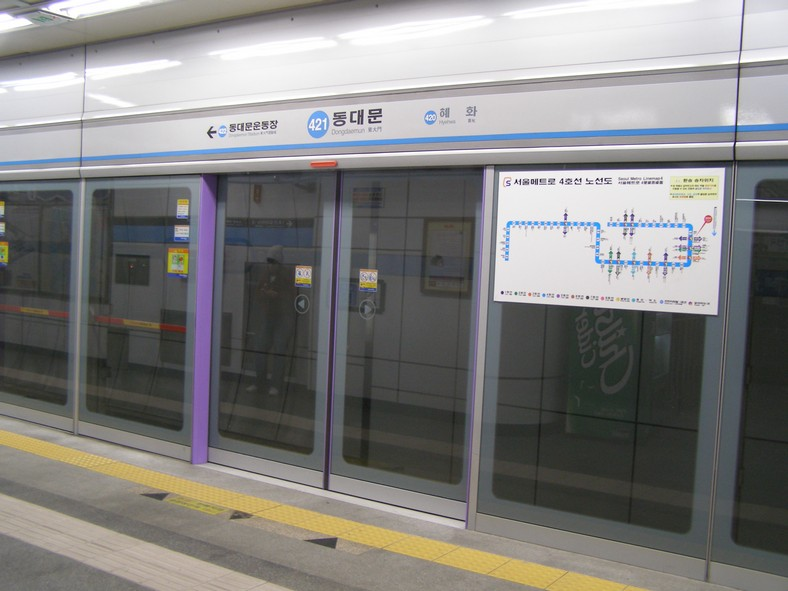
En 2007.
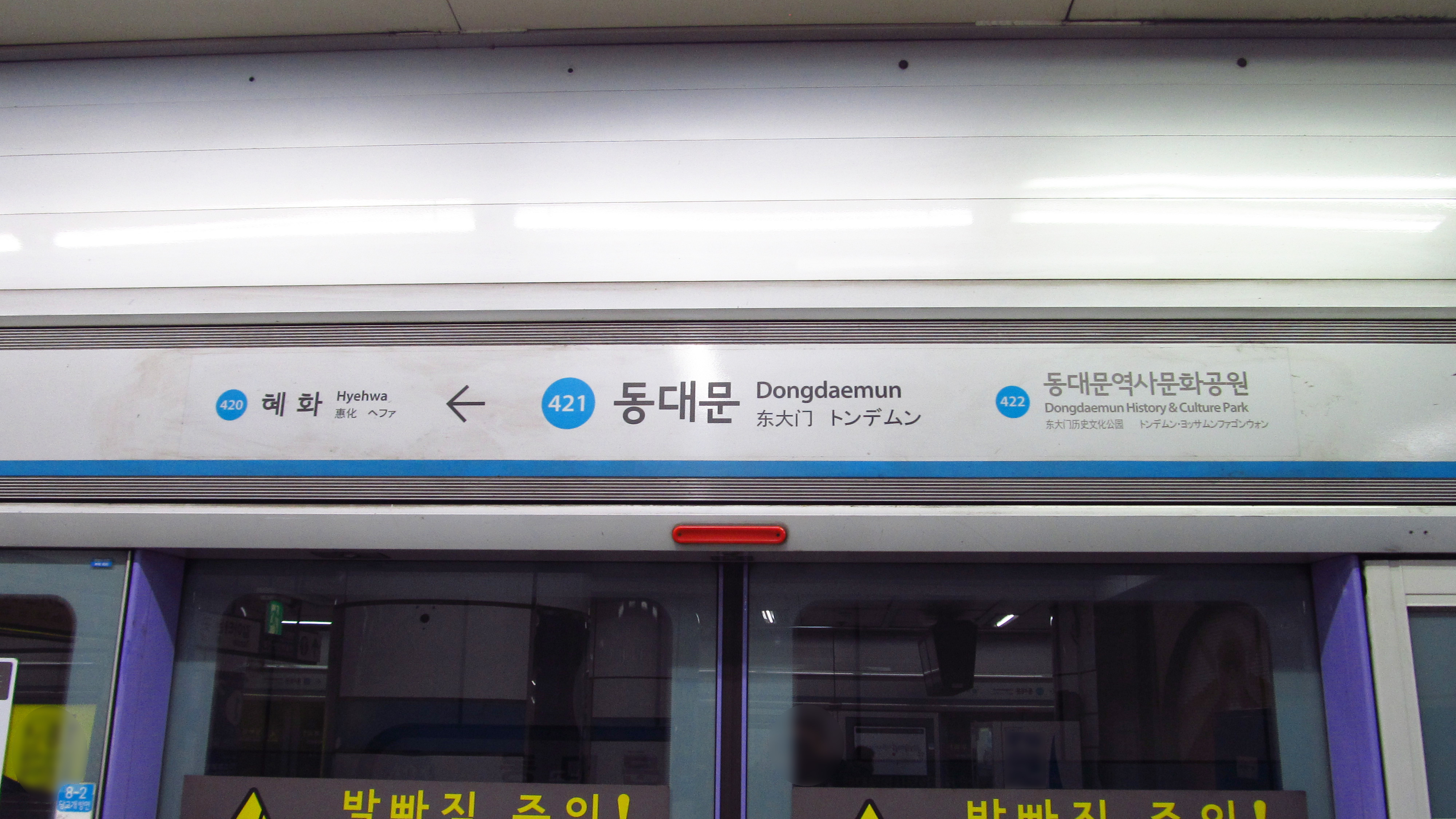
En 2018.
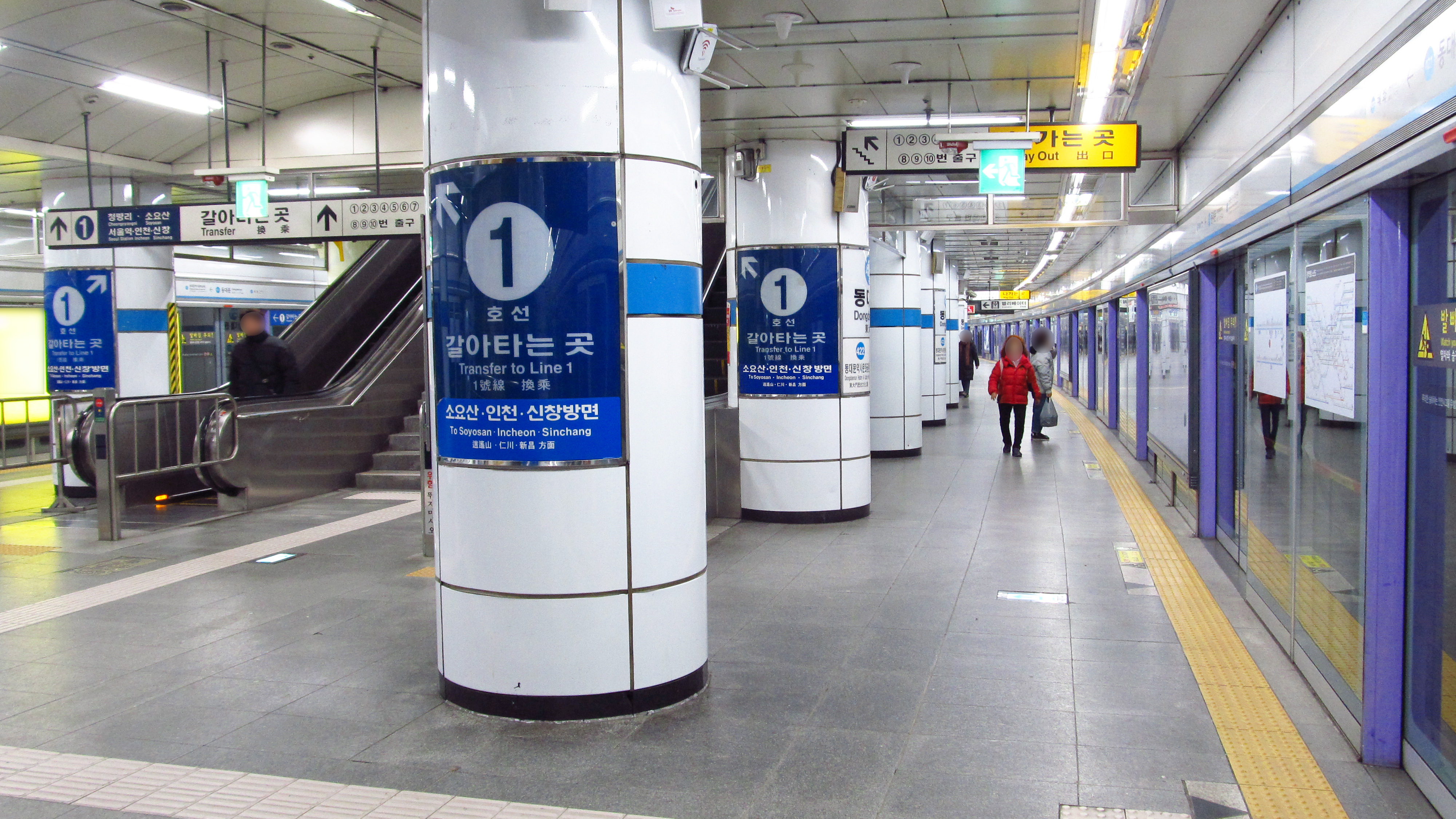
En 2018.

### Intermodalité
Des arrêts de bus sont établis sur la voie routière desservie par les bouches du métro.